# Статуя бога Тейшеба
Статуя бога Тейшеба — богa войны, грома и ветра, а также одного из трех главных богов Урарту. Датируется  VIII-VII вв. до нашей эры. Обнаружен в Кармир Блуре (Красный холм) в 1941 году. Находка принадлежит жене руководителя археологической экспедиции Бориса Пиотровского — Рипсиме Джанполадян. Статуя бога Тейшеба хранится в Историческом музее Армении.

## Описание
Скульптура похожа на молодого человека, стоящего на венке из листьев. На мужчине длинное одеяние с орнаментом времен Урарту. Поверх платья завязан пояс, а на плече — лента. Волосы Тейшебы распущены на плечи, а на голове у него головной убор, покрытый рогами. Поскольку Тейшеба отождествляли с быком, рога символизируют быка. В левой руке статуи Бога — боевой топор, а в правой — копье, являющиеся его символами.